# Lichtenfels (Hesse)
Lichtenfels é um município da Alemanha, situado no distrito de Waldeck-Frankenberg, no estado de Hesse. Tem 96,73 km² de área, e sua população em 2019 foi estimada em 4.100 habitantes.